# リカルド・ルイス・ポッズィ・ロドリゲス
リカルジーニョ（Ricardinho）ことリカルド・ルイス・ポッズィ・ロドリゲス（Ricardo Luiz Pozzi Rodrigues、1976年5月23日 - ）は、ブラジル・サンパウロ出身の元サッカー選手、サッカー指導者。ポジションはミッドフィールダー。元ブラジル代表。

## 経歴
2000年にブラジル代表デビュー。2002 FIFAワールドカップでは3試合に出場、優勝した。また、2006 FIFAワールドカップにも出場した。ブラジル代表として23試合に出場、1得点をあげた。

## 代表歴

### 出場大会
- ブラジル代表
  - 2002 FIFAワールドカップ
  - 2006 FIFAワールドカップ

### 試合数
- 国際Aマッチ 23試合 1得点（2000年-2006年）[1]

| ブラジル代表 | 国際Aマッチ | 国際Aマッチ |
| 年           | 出場        | 得点        |
| ------------ | ----------- | ----------- |
| 2000         | 3           | 0           |
| 2001         | 1           | 0           |
| 2002         | 4           | 0           |
| 2003         | 4           | 0           |
| 2004         | 1           | 0           |
| 2005         | 6           | 1           |
| 2006         | 4           | 0           |
| 通算         | 23          | 1           |